# Calytheca elongata
Calytheca elongata är en skalbaggsart som beskrevs av White 1973. Calytheca elongata ingår i släktet Calytheca och familjen trägnagare. Inga underarter finns listade i Catalogue of Life.